# 袁定遠
袁定遠，字靜公，浙江嘉興府秀水縣人，清朝政治人物、同進士出身。

## 生平
康熙八年己酉科浙江鄉試舉人
康熙九年庚戌科（1670年）登進士
康熙十七年戊午（1678年），任河南南陽府新野縣知縣
湖南長沙府茶陵州知州
康熙二十五年丙寅（1686年），任山東萊州府平度州知州，祀名宦祠
戶部福建清吏司員外郎
康熙三十三年甲戌科會試同考試官
刑部貴州司郎中
經刑部尚書王士禎等舉薦其擔任吏部文選司郎中
康熙四十四年乙酉四月（1705年），任四川順慶府知府